# روبرت دبليو. ودروف
روبرت دبليو. ودروف (بالإنجليزية: Robert W. Woodruff)‏ هو شخصية أعمال ومخرج أمريكي، ولد في 6 ديسمبر 1889، وتوفي في 7 مارس 1985.

## وصلات خارجية
- روبرت دبليو. ودروف على موقع الموسوعة البريطانية (الإنجليزية)
- روبرت دبليو. ودروف على موقع قاعدة بيانات برودواي على الإنترنت (الإنجليزية)
- روبرت دبليو. ودروف على موقع إن إن دي بي (الإنجليزية)